# Juan David Niño
Juan David Niño (Tunja, Colombia; 27 de junio de 1988) es un director técnico colombiano. Actualmente dirige al Real Cundinamarca.

## Formación académica
Niño es titulado en el programa de administración de empresas de la Universidad Pedagógica y Tecnológica de Colombia. Igualmente es graduado como director técnico de fútbol en la Asociación de Técnicos de Fútbol Argentino.

## Trayectoria
Luego de laborar un par de años en su club deportivo y como instructor del Sena en 2019 Diego Corredor lo lleva a Patriotas Boyacá para cumplir los roles de  asistente técnico y director deportivo en las divisiones menores. Posteriormente continuaría ocupando los cargos con la llegada de Nelson Gómez. Luego asistiría a David Suárez en el Club Llaneros en la segunda división. En noviembre de 2020 regresa a Patriotas Boyacá en calidad de interino, dirigiendo en los últimos 3 partidos del campeonato en reemplazo de Nelson Gómez. Para 2021 se quedaría en la institución y asiste a:  Abel Segovia,  Jhon Mario Ramírez y al Cacique Bernal.
El 17 de agosto de 2021 se confirma a Niño como DT en propiedad del Patriotas Boyacá. En su primera temporada registro: en la Copa Colombia una eliminación a doble partido contra Atlético Nacional, mientras que en el Torneo Finalización en 15 partidos logró salvar la categoría agónicamente tras ganarle 3-0 al Deportes Quindío con quien disputaba la permanencia en la penúltima fecha del campeonato.

## Clubes

### Como asistente técnico
| Club             | País     | Año         | AT de:                                               |
| ---------------- | -------- | ----------- | ---------------------------------------------------- |
| Patriotas Boyacá | Colombia | 2019        | Diego Corredor y Nelson Gómez                        |
| Club Llaneros    | Colombia | 2020        | David Suárez                                         |
| Patriotas Boyacá | Colombia | 2020 - 2021 | Abel Segovia, John Mario Ramírez y Jorge Luis Bernal |

### Como entrenador
| Club                         | Periodo                 | Periodo                 |
| Club                         | Desde                   | Hasta                   |
| ---------------------------- | ----------------------- | ----------------------- |
| Patriotas Boyacá · Colombia  | 7 de noviembre de 2020  | 14 de noviembre de 2020 |
| Patriotas Boyacá · Colombia  | 17 de agosto de 2021    | 10 de febrero de 2022   |
| Patriotas Boyacá · Colombia  | 22 de diciembre de 2022 | 31 de agosto de 2023    |
| Real Cundinamarca · Colombia | 30 de mayo de 2024      | Presente                |

## Estadísticas como entrenador
| Patriotas Boyacá · Colombia  | 1.ª                 | 2020 (e)            | 3  | 2  | 0  | 1  | - | - | - | - | - | - | - | - | - | - | - | - | 3   | 2  | 0  | 1  |  |
| Patriotas Boyacá · Colombia  | 1.ª                 | 2021                | 15 | 3  | 5  | 7  | 2 | 0 | 0 | 2 | - | - | - | - | - | - | - | - | 17  | 3  | 5  | 9  |  |
| Patriotas Boyacá · Colombia  | 1.ª                 | 2022                | 5  | 1  | 0  | 4  | - | - | - | - | - | - | - | - | - | - | - | - | 5   | 1  | 0  | 4  |  |
| Patriotas Boyacá · Colombia  | 2.ª                 | 2023                | 30 | 11 | 14 | 5  | 2 | 0 | 1 | 1 | - | - | - | - | - | - | - | - | 32  | 11 | 15 | 6  |  |
| Patriotas Boyacá · Colombia  | Total               | Total               | 53 | 17 | 19 | 17 | 4 | 0 | 1 | 3 | 0 | 0 | 0 | 0 | 0 | 0 | 0 | 0 | 57  | 17 | 20 | 20 |  |
| Real Cundinamarca · Colombia | 2.ª                 | 2024                | 22 | 9  | 6  | 7  | - | - | - | - | - | - | - | - | - | - | - | - | 22  | 9  | 6  | 7  |  |
| Real Cundinamarca · Colombia | 2.ª                 | 2025                | 22 | 10 | 5  | 7  | - | - | - | - | - | - | - | - | - | - | - | - | 22  | 10 | 5  | 7  |  |
| Real Cundinamarca · Colombia | Total               | Total               | 44 | 19 | 11 | 14 |   |   |   |   |   |   |   |   | - | - | - | - | 44  | 19 | 11 | 14 |  |
| Total en su carrera          | Total en su carrera | Total en su carrera | 97 | 36 | 30 | 31 | 4 | 0 | 1 | 3 | 0 | 0 | 0 | 0 | 0 | 0 | 0 | 0 | 101 | 36 | 31 | 34 |  |
| 1. 2. 3.                     |                     |                     |    |    |    |    |   |   |   |   |   |   |   |   |   |   |   |   |     |    |    |    |  |

## Palmarés

### Títulos nacionales
| Títulos         | Club             | País     | Año    |
| --------------- | ---------------- | -------- | ------ |
| Torneo Apertura | Patriotas Boyacá | Colombia | 2023-I |